# アルフレッド・ラドクリフ＝ブラウン
アルフレッド・レジナルド・ラドクリフ＝ブラウン（英語: Alfred Reginald Radcliffe-Brown、1881年1月17日 - 1955年10月24日）は、イギリスの社会人類学者・文化人類学者。

## 経歴
出生から修学期
1881年、イギリス・バーミンガムで生まれた。バーミンガムのキング・エドワーズ・スクールで学んだ後、ケンブリッジ大学のトリニティ・カレッジで学んだ。学生時代には、ピョートル・クロポトキンの無政府共産主義に関心を抱いていた。W・H・R・リバースに師事して心理学を学び、社会人類学へと進んだ。アルフレッド・ハッドンの影響を受け、1906年から1908年にかけてアンダマン諸島をフィールド調査し、現地の社会の仕組みについて考察した。1905年に学士号、1909年に修士号を取得。1910年から1912年には西オーストラリアを調査。その際には生物学者のグラント・ワトソン、オーストリアの作家デイジー・ベイツと共に調査。
人類学研究者として
1916年、トンガ王国で教育長に就いた。1921年にケープタウンに移り、ケープタウン大学で社会人類学の教授を務めた。その後、1925年からシドニー大学、1931年からシカゴ大学で研究した。1951年トーマス・ハックスリー記念賞受賞。1955年にロンドンで死去。

## 研究内容・研究活動
フィールドワークの手法を導入したマリノフスキーとともに文化人類学の確立に貢献した。
調査手法に関して貢献したマリノフスキーに対してラドクリフ=ブラウンはデュルケームの社会理論をもとにした構造機能主義理論を提唱し、分析概念としての社会関係と社会構造の概念を明確化した。

## 著作
著書
- 1922年 The Andaman Islanders. (『アンダマン島民』)
- 1931年 The social organization of Australian tribes.
- 1950年 (Ed) African systems of kinship and marriage.
- 1952年 Structure and function in primative society

『未開社会における構造と機能』青柳まちこ訳、新泉社 1975
- 1958年 Method in social anthropology.

邦訳された上記以外の著作
- 『法人類学入門』千葉正士編、弘文堂 1974
- 『中国文化人類学リーディングス』 瀬川昌久・西澤治彦編訳、風響社 2006

「中国郷村生活の社会学的調査に対する建議」